# خرمال بحري
خرمال بحري (الاسم العلمي: Diospyros maritimum) هو نوع من النباتات يتبع جنس الخرمال من الفصيلة الأبنوسية.